# Барановский сельский округ (Московская область)
Барановский сельский округ — упразднённая административно-территориальная единица, существовавшая на территории Воскресенского района Московской области в 1994—2006 годах.
Барановский сельсовет был образован в первые годы советской власти. По данным 1919 года он входил в состав Усмерской волости Бронницкого уезда Московской губернии.
В 1926 году Барановский с/с включал деревню Барановское, Барановскую больницу и фабрику «Вперёд».
В 1929 году Барановский с/с был отнесён к Ашитковскому району Коломенского округа Московской области.
31 августа 1930 года Ашитковский район был переименован в Виноградовский.
17 июля 1939 года к Барановскому с/с был присоединён Усадищенский сельсовет.
14 июня 1954 года к Барановскому с/с был присоединён Берендинский сельсовет.
7 декабря 1957 года Виноградовский район был упразднён и Барановский с/с вошёл в состав Воскресенского района.
27 августа 1958 года из упразднённого Осташовского с/с в Барановский были переданы селения Осташово, Анфалово, Кельино и Шуклино.
1 февраля 1963 года Воскресенский район был упразднён и Барановский с/с вошёл в Люберецкий сельский район. 11 января 1965 года Барановский с/с был возвращён в восстановленный Воскресенский район.
30 мая 1978 года в Барановском с/с было упразднено селение Кельино.
16 октября 1986 года из Беззубовского с/с Орехово-Зуевского района в Барановский с/с был передан посёлок станции Берендино.
23 июня 1988 года в Барановском с/с были упразднены деревни Анфалово и Шуклино.
3 февраля 1994 года Барановский с/с был преобразован в Барановский сельский округ.
В ходе муниципальной реформы 2004—2005 годов Барановский сельский округ прекратил своё существование как муниципальная единица. При этом все его населённые пункты были переданы в сельское поселение Ашитковское.
29 ноября 2006 года Барановский сельский округ исключён из учётных данных административно-территориальных и территориальных единиц Московской области.